# Prosthechea regnelliana
Prosthechea regnelliana är en orkidéart som först beskrevs av Frederico Carlos Hoehne och Schltr., och fick sitt nu gällande namn av Wesley Ervin Higgins. Prosthechea regnelliana ingår i släktet Prosthechea och familjen orkidéer. Inga underarter finns listade i Catalogue of Life.